# Akvakultúra

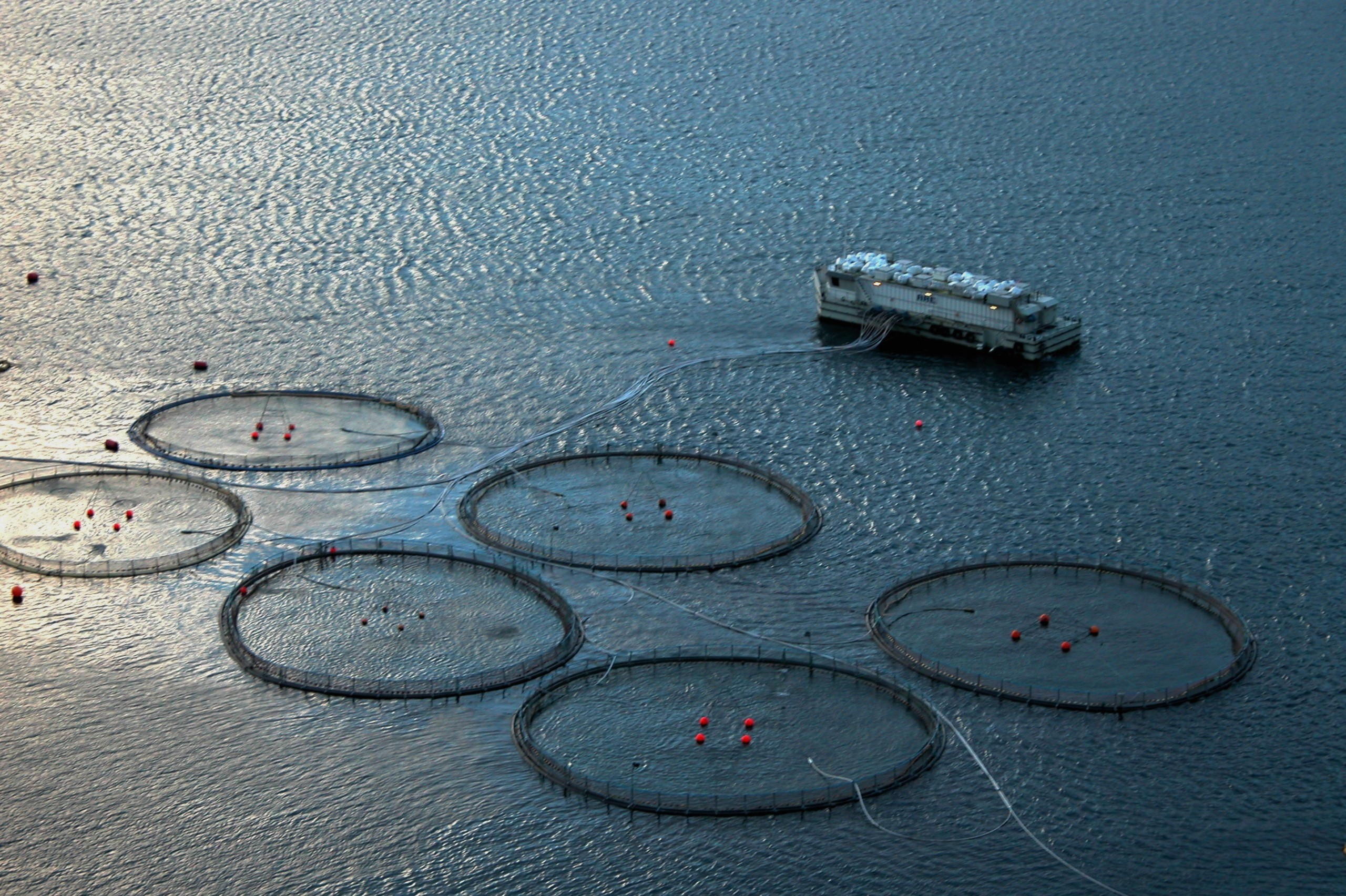
Halfarm Feröeren

Az akvakultúra (más néven vízművelés) tengeri és édesvízi növények és állatok kontrollált körülmények közötti tenyésztését jelenti.
A tengeri és édesvízi halak tenyésztése mellett magában foglalja a puhatestűek és rákfélék tenyésztését is. Módszerei sokfélék: nyitott vagy zárt, extenzív vagy intenzív tenyészetekben, a szárazföldön lévő tavakban vagy medencékben, illetve part menti vizekben, vagy a part menti nyílt vizekben végzik. A lehalászás miatt fogynak a szabadon élő vízi állatok, ezért az akvakultúra egyre fontosabbá válik.

## Gazdasági jelentősége
Az akvakultúra a leggyorsabban növekvő állati eredetű élelmiszert előállító gazdasági ág, az 1970-es évektől évi 9,2%-os növekedési arányt ért el. A vezető szerepet a termelésben Kína tölti be, a megtermelt biomassza (ide értve a vízi növényeket is) 45,7 millió tonna volt 2000-ben, ennek a mennyiségnek Kína a 71%-át állította elő.

## Felosztása

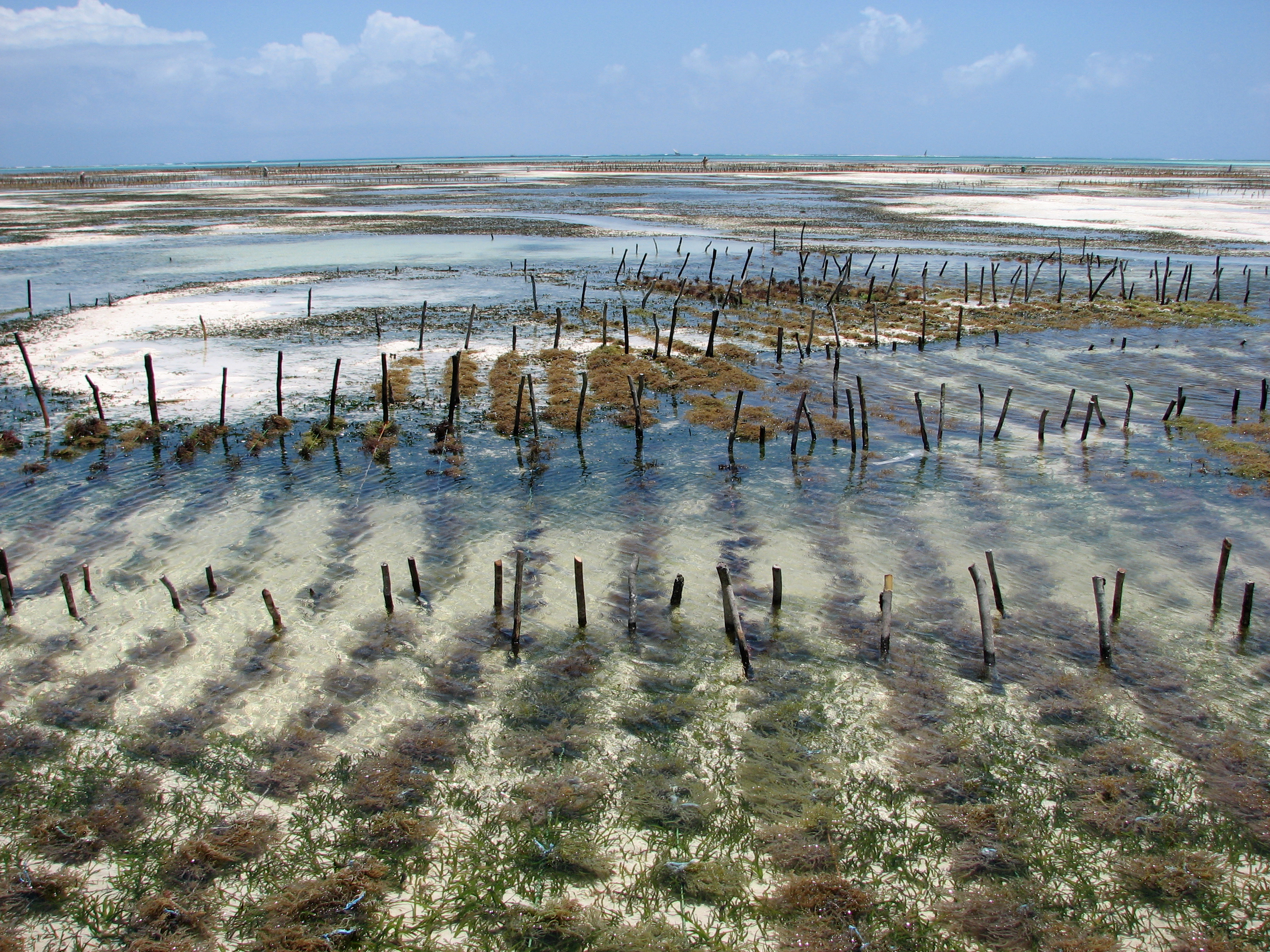
Vörös alga termesztése akvakultúrában

Tevékenysége három területre osztható:
- Algatermesztés vegyészeti, gyógyszerészeti célokra, élelmiszernek és takarmánynak
- Hal-, kagyló-, rák- és garnélatenyésztés (tenger gyümölcsei) élelmiszernek
- Különféle vízi állatok tenyésztése a szabadon élő állományok gyarapítása céljából. Az itt nevelt állatokat egy bizonyos méret elérése után szabadon eresztik

A akvakultúra keretei között tenyésztett élőlények közül az 1990-es évektől a halfajok emelkednek ki, illetve magas a puhatestűek és a vízi növények aránya is. A ráktenyésztés az 1990-e évektől, az egyéb vízi állatok (pl.: krokodil, teknős, béka) tenyésztése 2000-től számottevő. Az ezredfordulón mintegy 210 állat- és növényfajt termesztettek akvakultúrában.
| Halak              | 2 | 3   | 9   | 23   |
| Puhatestűek        | 1 | 2   | 3,5 | 10,5 |
| Vízi növények      | 1 | 2,5 | 4   | 10   |
| Rákok              | - | -   | 0,8 | 1,6  |
| Egyéb vízi állatok | - | -   | -   | 0,3  |